# Irmãos Dalziel

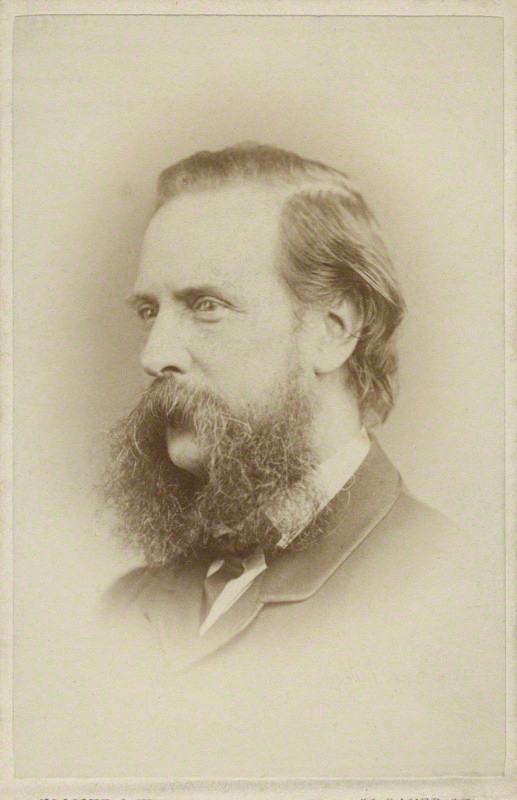
George Dalziel, c. 1860

Irmãos Dalziel (em inglês Brothers Dalziel) foi uma produtiva sociedade de gravadores da era vitoriana. Fundada em 1839 por George Dalziel (1815-1902) e seu irmão Edward (1817-1905), passou a incorporar mais tarde os irmãos John e Thomas (1823-1906), todos filhos do artista Alexander Dalziel.
Os Irmãos Dalziel colaboraram com importantes artistas de sua época, produzindo ilustrações para livros e revistas. Entre os artistas com quem trabalharam estão Arthur Boyd Houghton, Richard Doyle, John Gilbert, William Holman Hunt, John Everett Millais, Dante Gabriel Rossetti e James McNeill Whistler. Eles produziram as ilustrações para o Book of Nonsense (1862) de Edward Lear, e para Alice in Wonderland e Through the Looking-Glass de Lewis Carroll.
Eles também editaram obras independentes, a mais notável delas The Parables of Our Lord and Saviour Jesus Christ, (Routledge, 1864), ilustrada por Millais, além de contribuir com cartuns para revistas de humor como Fun, adquirida por George e Edward em 1865.
No final do século XIX, eles colaboraram para um resumo autobiográfico de sua carreira. Intitulado The Brothers Dalziel, A Record of Work, 1840-1890, foi publicado em 1901 pela editora Methuen.
Coleções de seus trabalhos fazem parte do acervo dos museus Britânico e Victoria and Albert.